# ینس موکل
ینس موکل (انگلیسی: Jens Möckel؛ زادهٔ ۲۱ فوریهٔ ۱۹۸۸) بازیکن فوتبال اهل آلمان است.
از باشگاه‌هایی که در آن بازی کرده‌است می‌توان به باشگاه فوتبال زاکسن لایپزیگ، باشگاه فوتبال دینامو درسدن، و باشگاه فوتبال قوت-وایس ارفورت اشاره کرد.